# Caloptilia stictocrossa
Caloptilia stictocrossa là một loài bướm đêm thuộc họ Gracillariidae. Nó được tìm thấy ở Queensland.